# 박경림 (희극인)
박경림(1987년 10월 28일 ~ )은 대한민국의 희극 배우이다.

## 이력
2008년 연극배우 첫 데뷔하였고 2011년 SBS 개그투나잇으로 데뷔하였다.

## 출연작

### 방송
- 개그투나잇 (SBS)